# Université de médecine Karol-Marcinkowski
L'université de médecine Karol-Marcinkowski (en polonais : Uniwersytet Medyczny im. Karola Marcinkowskiego) est issue de la faculté de médecine et de pharmacie de l'université de Poznań, créée en 1919, dont elle a été enlevée en 1950.
Elle propose depuis 1991 des formations en anglais conformes aux exigences américaines.
Elle porte son nom actuel depuis 2007.

## Facultés et départements
- Faculté de médecine I (Wydział Lekarski I)
  - médecine
- Faculté de médecine II (Wydział Lekarski II)
  - odontologie/stomatologie
  - santé publique
  - diététique
  - biotechnologie
  - médecine et odontologie enseignés en anglais
  - formation continue
- Faculté de pharmacie
  - pharmacie
  - analyse médicale
  - cosmétologie
  - pharmacie enseignée en anglais
  - jardin de pharmacognosie
- Faculté de sciences de la santé (Wydział Nauk o Zdrowiu)
  - formation des infirmières/infirmiers
  - obstétrique
  - santé publique
  - physiothérapie
  - aide médicale urgente/ premier secours
  - antenne de Gorzów Wielkopolski

## Centres hospitalo-universitaires
Cinq hôpitaux sont liés à l'université :
- nr 1 Szpital Kliniczny Przemienienia Pańskiego przy ul. Długiej 1/2
- nr 2 Szpital Kliniczny im. Heliodora Święcickiego przy ul. Przybyszewskiego 49
- nr 3 Ginekologiczno-Położniczy Szpital Kliniczny przy ul. Polnej 33
- nr 4 Ortopedyczno-Rehabilitacyjny Szpital Kliniczny przy ul. 28 Czerwca 1956 r. 135/147
- nr 5 Szpital Kliniczny im. Karola Jonschera przy ul. Szpitalnej 27/33

Il faut ajouter le centre stomatologique qui se trouve au sein du Collegium Stomatologicum qui a le même statut.

## Anciens élèves
- Michał Gembiak